# Saint-Front-sur-Lémance
Saint-Front-sur-Lémance är en kommun i departementet Lot-et-Garonne i regionen Nouvelle-Aquitaine i sydvästra Frankrike. Kommunen ligger i kantonen Fumel som tillhör arrondissementet Villeneuve-sur-Lot. År 2022 hade Saint-Front-sur-Lémance 501 invånare.

## Befolkningsutveckling
Antalet invånare i kommunen Saint-Front-sur-Lémance
| Referens: INSEE |